# Lars Thörn
Lars Einar Vilhelm Thörn (Eskilstuna, 26 de setembro de 1904 – 9 de outubro de 1990) foi um velejador sueco, campeão olímpico. Ele competiu nos Jogos Olímpicos de Verão de 1956 na classe 5.5 Metre e conquistou a medalha de ouro a bordo do Rush V, ao lado de Sture Stork e Hjalmar Karlsson. Oito anos depois, nos Jogos Olímpicos de Verão de 1964, conseguiu a prata nesta mesma classe no com Thörn e Arne Karlsson.
Durante toda sua carreira profissional, Thörn foi membro da Kungliga Svenska Segelsällskapet. Já em 1963, Thorn ele ganhou a prata na classe de 5.5 Metre no Campeonato Mundial em Oyster Bay.